# Derivado (química)
Em química, um derivado é um composto que origina-se por modificação da estrutura molecular se um composto similar por reações químicas ou um composto que pode ser imaginado como originando-se de outro composto, se um átomo é substituído com outro átomo ou grupo de átomos. A segunda definição é comum em química orgânica. Em bioquímica, a palavra é usada para compostos que ao menos, teoricamente podem ser formados do composto precursor.